# سیارک ۲۶۲۶
سیارک ۲۶۲۶ (به انگلیسی: 2626 Belnika، نامگذاری:1978PP2) دو هزار و ششصد و بیست و ششمین سیارک کشف شده‌است که در ۸ اوت ۱۹۷۸ کشف شد.
قدر مطلق سیارک برابر ۱۱٫۷۰ است.